# Les Éternels du Rire
 (octobre 2014).
Si vous disposez d'ouvrages ou d'articles de référence ou si vous connaissez des sites web de qualité traitant du thème abordé ici, merci de compléter l'article en donnant les références utiles à sa vérifiabilité et en les liant à la section « Notes et références ».
Les Éternels du Rire est une tournée de spectacles réunissant de nombreux humoristes français.
La tournée a débuté le 23 octobre 2014 au Zénith de Lille.

## Tournée 2014

### Artistes présents
La tournée 2014 est animée par Liane Foly.
Les artistes présents sur la tournée 2014 revisitent l’histoire de l’humour à travers leurs meilleurs sketches, et lors de duos. La tournée a réuni 35 000 spectateurs dans la France entière[réf. souhaitée].
Les artistes sont :
- Jean-Marie Bigard avec Le Ninja / Le sexe chez les animaux / blagues ;
- Roland Magdane avec La lettre ;
- Popeck avec Ma femme / Maxime's ;
- Marc Jolivet avec Les Bi / Le digicode / L'i-phone-7 ;
- Smaïn avec Un beur président / SMS / Policier arabe / Je craque ;
- Pierre Péchin avec La cigale et la fourmi / Le journal télévisé ;
- Didier Gustin qui parodie Johnny, Raphael, etc. / Comme d'habitude ;
- Bernard Ménez avec Jolie poupée ;
- Tex avec Les vieux / Jacky Tom Tom.

Jean-Yves Lafesse, initialement prévu dans la tournée, et présent sur l'affiche d'origine, n'y participe finalement pas.
- Directeur musical : Serge Perathoner

### Dates
La tournée 2014 est composée de vingt-et-une dates :
- 23 octobre Zénith de Lille ;
- 24 octobre Zénith d'Amiens ;
- 25 octobre Millesium d'Épernay ;
- 31 octobre Zénith d'Orléans ;
- 1er novembre Zénith de Rouen ;
- 2 novembre Palais des sports de Paris ;
- 6 novembre Zénith Strasbourg Europe ;
- 7 novembre Galaxie d'Amnéville ;
- 8 novembre Zénith de Dijon ;
- 12 novembre Zénith de Nantes Métropole ;
- 13 novembre Zénith de Toulouse ;
- 14 novembre Patinoire de Mériadeck  de Bordeaux ;
- 15 novembre Zénith de Pau ;
- 21 novembre Zénith d'Auvergne de Clermont-Ferrand ;
- 22 novembre Zénith de Saint-Étienne ;
- 27 novembre Le Dôme de Marseille ;
- 28 novembre Palais Nikaia de Nice ;
- 29 novembre Zénith Sud de Montpellier ;
- 4 décembre Halle Tony-Garnier de Lyon ;
- 12 décembre Arena Loire de Trélazé ;
- 13 décembre Zénith de Caen.

### Production
Le spectacle est organisé par la société Connecting Live (Hugues Gentelet, producteur de la tournée RFM Party 80, Philippe Carré et Pierre-Nicolas Cléré).